# Sandarville
Sandarville is een gemeente in het Franse departement Eure-et-Loir (regio Centre-Val de Loire) en telt 342 inwoners (1999). De plaats maakt deel uit van het arrondissement Chartres.

## Geografie
De oppervlakte van Sandarville bedraagt 9,4 km², de bevolkingsdichtheid is 36,4 inwoners per km².
De onderstaande kaart toont de ligging van Sandarville met de belangrijkste infrastructuur en aangrenzende gemeenten.

## Demografie
Onderstaande figuur toont het verloop van het inwonertal (bron: INSEE-tellingen).